# Československá hokejová liga 1962/1963
20. ročník československé hokejové ligy 1962/63 se hrál pod názvem I. liga.

## Herní systém
12 účastníků hrálo v jedné skupině. Účastníci hráli nejprve dvoukolově systémem každý s každým, pak byli rozděleni podle umístění na 2 skupiny (o 1.–6. místo a o 7.–12. místo). V obou skupinách se hrálo dvoukolově každý s každým o titul, resp. o udržení. Výsledky z prvních dvou vzájemných zápasů se započítávaly. Poslední dvě mužstva skupiny o udržení sestoupila.

## Pořadí po základní části
| Poř. | Tým                     | Zápasy | Výhry | Remízy | Porážky | Skóre  | Body |
| ---- | ----------------------- | ------ | ----- | ------ | ------- | ------ | ---- |
| 1.   | ZKL RH Brno             | 22     | 20    | 1      | 1       | 139:41 | 41   |
| 2.   | Slovan Bratislava       | 22     | 12    | 7      | 3       | 107:62 | 31   |
| 3.   | Spartak Praha Sokolovo  | 22     | 12    | 4      | 6       | 99:68  | 28   |
| 4.   | Dukla Jihlava           | 22     | 11    | 6      | 5       | 100:78 | 28   |
| 5.   | VŽKG Ostrava            | 22     | 11    | 5      | 6       | 74:57  | 27   |
| 6.   | VTŽ Chomutov            | 22     | 9     | 3      | 10      | 94:87  | 21   |
| 7.   | SONP Kladno             | 22     | 10    | 1      | 11      | 92:97  | 21   |
| 8.   | CHZ Litvínov            | 22     | 9     | 3      | 10      | 71:98  | 21   |
| 9.   | Spartak Plzeň           | 22     | 6     | 4      | 12      | 58:84  | 16   |
| 10.  | Tesla Pardubice         | 22     | 6     | 3      | 13      | 84:114 | 15   |
| 11.  | Spartak ZJŠ Brno        | 22     | 5     | 2      | 15      | 61:100 | 12   |
| 12.  | Slavoj České Budějovice | 22     | 0     | 3      | 19      | 52:146 | 3    |

## Skupina o 1. - 6. místo
| Poř. | Tým                    | Zápasy | Výhry | Remízy | Porážky | Skóre   | Body |
| ---- | ---------------------- | ------ | ----- | ------ | ------- | ------- | ---- |
| 1.   | ZKL RH Brno            | 32     | 27    | 1      | 4       | 186:71  | 55   |
| 2.   | Spartak Praha Sokolovo | 32     | 19    | 4      | 9       | 139:95  | 42   |
| 3.   | Slovan Bratislava      | 32     | 17    | 7      | 8       | 141:95  | 41   |
| 4.   | Dukla Jihlava          | 32     | 17    | 6      | 9       | 135:112 | 40   |
| 5.   | VŽKG Ostrava           | 32     | 14    | 5      | 13      | 105:97  | 33   |
| 6.   | VTŽ Chomutov           | 32     | 11    | 3      | 18      | 120:135 | 25   |

## Skupina o 7. - 12. místo
| Poř. | Tým                     | Zápasy | Výhry | Remízy | Porážky | Skóre   | Body |
| ---- | ----------------------- | ------ | ----- | ------ | ------- | ------- | ---- |
| 7.   | CHZ Litvínov            | 32     | 14    | 3      | 15      | 115:137 | 31   |
| 8.   | SONP Kladno             | 32     | 14    | 2      | 16      | 137:146 | 30   |
| 9.   | Tesla Pardubice         | 32     | 13    | 4      | 15      | 130:144 | 30   |
| 10.  | Spartak Plzeň           | 32     | 12    | 5      | 15      | 102:110 | 29   |
| 11.  | Spartak ZJŠ Brno        | 32     | 11    | 2      | 19      | 96:142  | 24   |
| 12.  | Slavoj České Budějovice | 32     | 0     | 4      | 28      | 82:204  | 4    |

## Nejlepší střelci
- Jaroslav Volf (SONP Kladno) – 28 gólů
- Jiří Dolana (Tesla Pardubice) – 27 gólů
- Jaroslav Walter (CHZ Litvínov) – 23 gólů
- Luděk Bukač (Dukla Jihlava) – 22 gólů
- Jozef Golonka (Slovan Bratislava) – 23 gólů
- Jaroslav Jiřík (ZKL RH Brno) – 22 gólů
- Václav Pantůček (ZKL RH Brno) – 22 gólů
- Stanislav Prýl (Dukla Jihlava) – 22 gólů
- Jiří Hříbal (VTŽ Chomutov) – 22 gólů
- Zdeněk Haber (Spartak Plzeň) – 22 gólů

## Soupisky mužstev

### ZKL Brno
Vladimír Nadrchal (27/2,22),
Karel Ševčík (6/1,83) –
František Mašlaň (31/1/6/-),
Jaromír Meixner (30/5/8/4),
Ladislav Olejník (32/1/11/-),
Rudolf Potsch (32/19/9/-),
Jan Soukup (7/3/3/-) –
Vlastimil Bubník (20/16/13/-),
Josef Černý (23/18/10/-),
Bronislav Danda (31/10/20/-),
Jaroslav Jiřík (28/22/10/-),
Zdeněk Kepák (30/8/20/-),
Václav Pantůček (25/22/12/-),
Rudolf Scheuer (23/8/7/-),
Karel Skopal (26/17/13/-),
Vladimír Šubrt (3/0/0-),
František Vaněk (31/15/21/-),
Ivo Winkler (14/8/4/-) –
trenér Vladimír Bouzek

### CHZ Litvínov
Josef Bruk (25/-),
Bohuslav Křepelka (1/-),
Jiří Trup (9/-) -
Miroslav Beránek (23/3/-/-),
František Dům (32/6/-/-),
Vladimír Kýhos (32/0/-/-),
Kamil Svojše (27/4/-/-) -
Vlastimil Galina (10/2/-/-),
Jan Hroch (28/8/-/-),
Jaromír Hudec (32/14/-/-),
Ivan Kalina (19/7/-/-),
Miroslav Kluc (32/13/-/-),
Zdeněk Nádvorník (23/2/-/-),
František Novák (21/2/-/-),
Václav Svojše (17/0),
Ladislav Štěrba (28/11/-/-),
Rostislav Štrubl (25/3/-/-),
Jaroslav Walter (32/23/-/-)
Zdeněk Zíma (31/13/13/26)

## Kvalifikace o 1. ligu
Vítězové obou skupin 2. ligy - VTJ Dukla Litoměřice a TJ Gottwaldov postoupili do nejvyšší soutěže přímo.